# Sun Xiaodi
Sun Xiaodi est un militant écologiste chinois qui a été employé de la mine d'uranium No. 792  située dans la Préfecture autonome tibétaine de Gannan de la province du Gansu, qui appartiendrait au Tibet historique, selon le gouvernement tibétain en exil.
Sun Xiaodi a été le témoin des graves contaminations radioactives dues à l’exploitation de la mine d’uranium et a interpellé les autorités pendant plus de 10 ans, recherchant notamment des soutiens de la population par pétitions. La mine a été officiellement fermée en 2002, mais l’administration locale aurait continué à exploiter le minerai radioactif à des fins de profits personnels. Sun Xiaodi avait été arrêté en 2005 puis mis en résidence surveillée. Son cas a été défendu par l'ONG Human Rights in China (HRIC). En France, le Réseau Sortir du nucléaire ainsi que France-Tibet-Île-de-France ont exprimé à plusieurs reprises leur soutien à Sun Xiaodi. Le 1er décembre 2006, Sun Xiaodi a reçu le Prix de l’avenir sans nucléaire (Nuclear-Free Future Award).
Selon HRIC, Sun a dû faire face à une intensification de harcèlement depuis qu'il a reçu le Nuclear-Free Future Award, bien qu'il ait de graves problèmes de santé.